# L'alveare (romanzo)
L'alveare (titolo originale La Colmena) è un romanzo dello scrittore spagnolo premio Nobel per la letteratura Camilo José Cela, pubblicato nel 1951, in Italia nel 1955 da Aldo Martello Editore. Racconta in una narrazione a più voci le piccole storie che si intrecciano tra le vie ed i negozi di Madrid durante alcuni giorni nel duro periodo successivo alla fine della guerra civile.
Nel 1982 dal libro è stata realizzata una trasposizione cinematografica, con la regia di Mario Camus. Il film nel 1983 partecipò al Festival internazionale del cinema di Berlino vincendo l'Orso d'oro.

## Trama
La guerra civile è finita da poco, siamo nel 1942, e per le strade ed i caffè di Madrid l'eco di un'altra guerra che infuria in Europa giunge molto affievolita. In questo ambiente permeato da una diffusa povertà e da un conformismo a cui nessuno può illudersi di sfuggire, si incrocia una triste umanità, accompagnata dalle piccole inquietudini e miserie che la vita non manca di distribuire, unica sua vera generosità. Vi si aggira lo spiantato Martín Marco, con il suo fardello di cultura che non sembra interessare a nessuno, in cerca di qualche duros e di compagnia, che comunque non lo impegni eccessivamente. C'è suo cognato don Roberto Gonzáles che si ingegna per garantire un degno sostentamento alla propria famiglia, e magari ricavare anche un regalo per il compleanno della moglie. C'è la fidanzata dell'amico poeta Paco, disposta anche a vendere il proprio corpo pur di recuperare qualche soldo per cercare di aiutare il suo amore a rimettersi dalla tubercolosi che lo sta portando via. Ed intorno a loro si aggirano altre innumerevoli figure intrecciate nei loro percorsi in trame incerte e casuali: parentele, amicizie, conoscenze fortuite o legami di interesse che li fanno rimbalzare continuamente in un moto incessante, in cui le grettezze e le meschinità del quotidiano sembrano dettare il ritmo inesorabile. Nemmeno i sentimenti vengono risparmiati da questo logorio, tra bugie e maldicenze che si inseguono fin dentro le pareti delle case, lasciando all'amore solo qualche momento di passione, misero rifugio in cui comunque cercare quel poco di felicità possibile.

## Edizioni
- Camilo José Cela, L'alveare, traduzione di Sergio Ponzarelli, Einaudi, 1990  [1951], ISBN 88-06-11789-0.